# Piętro halne

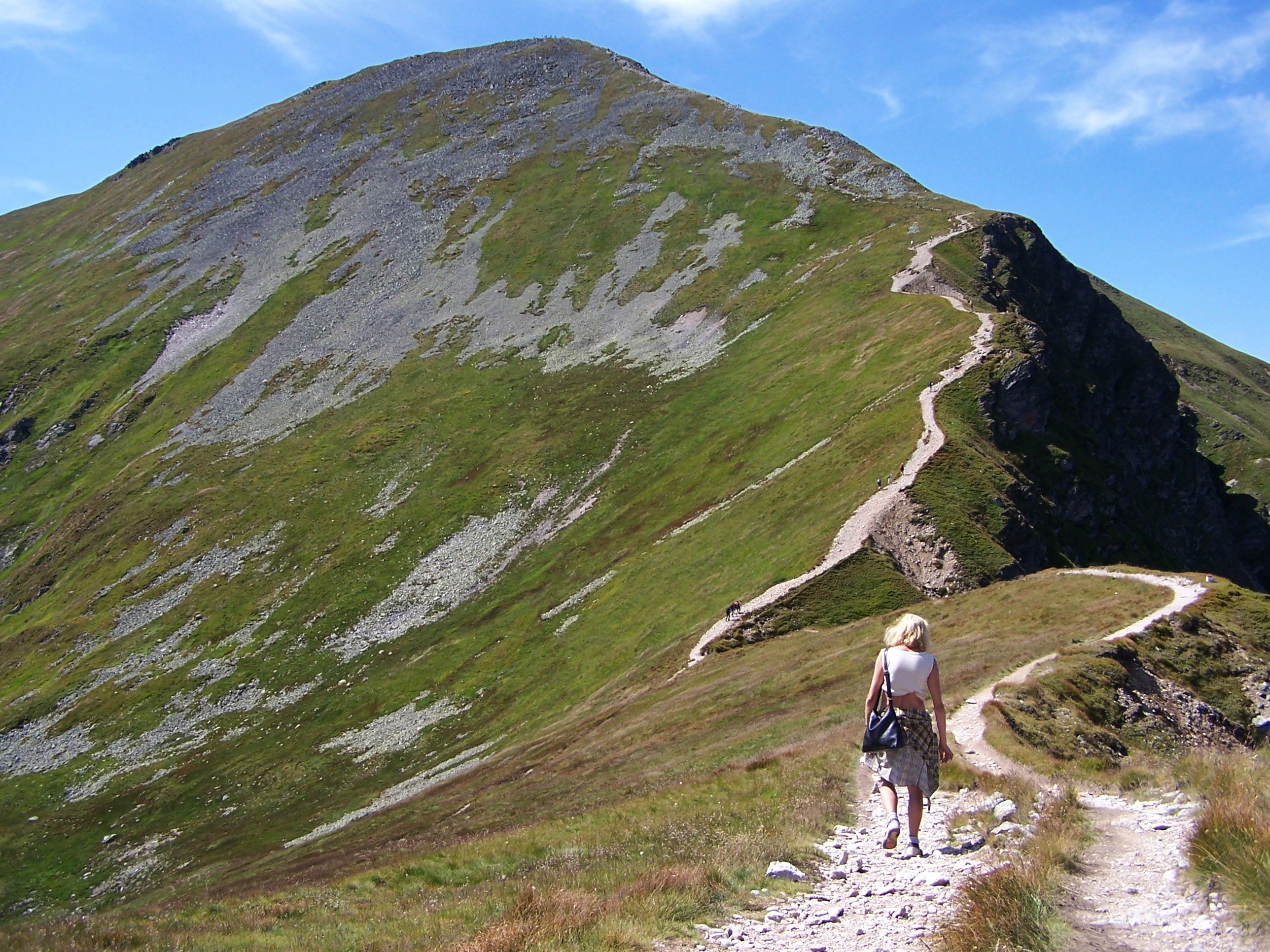
Piętro alpejskie na Starorobociańskim Wierchu

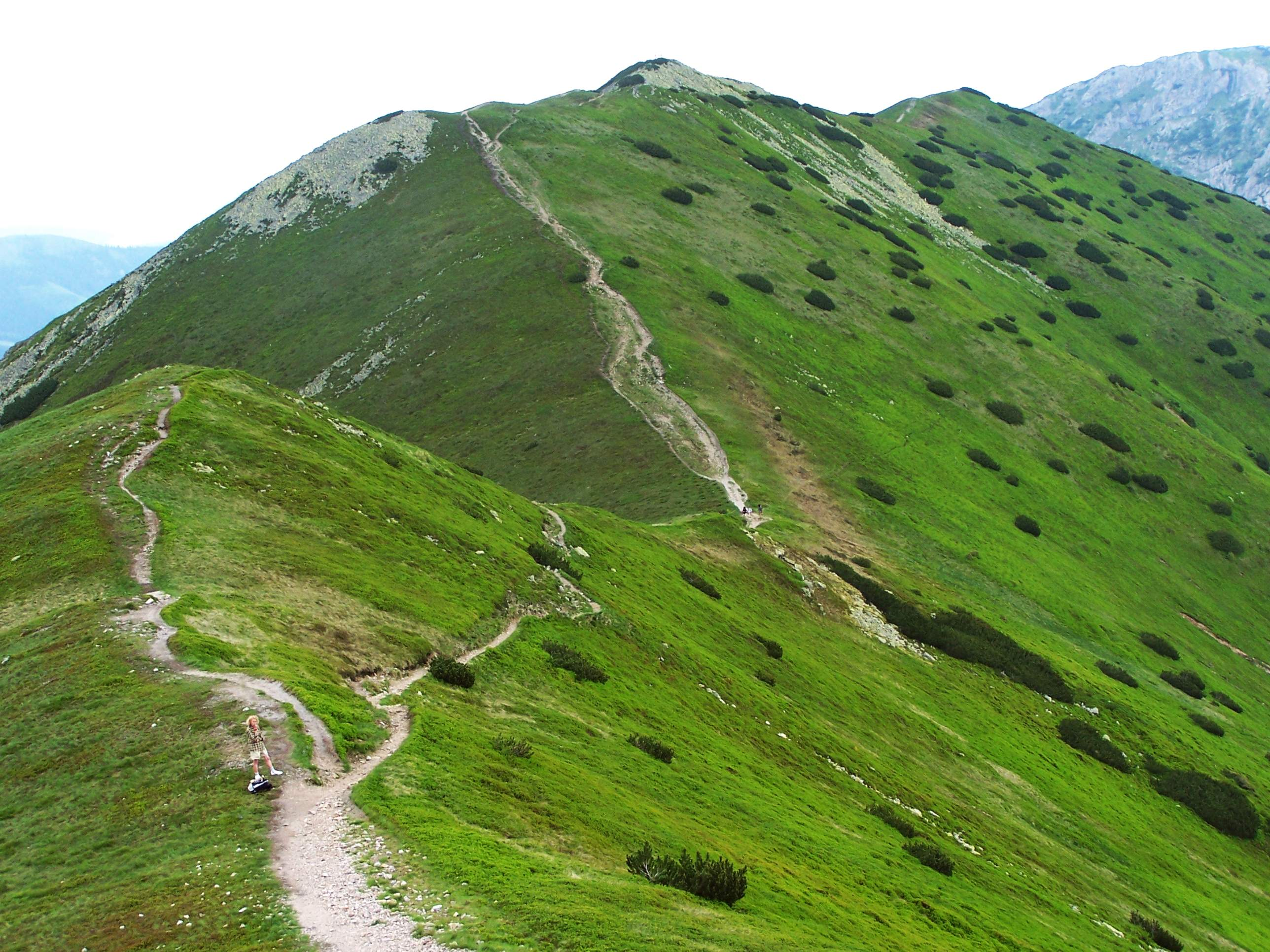
Zarastające kosodrzewiną hale na Ornaku

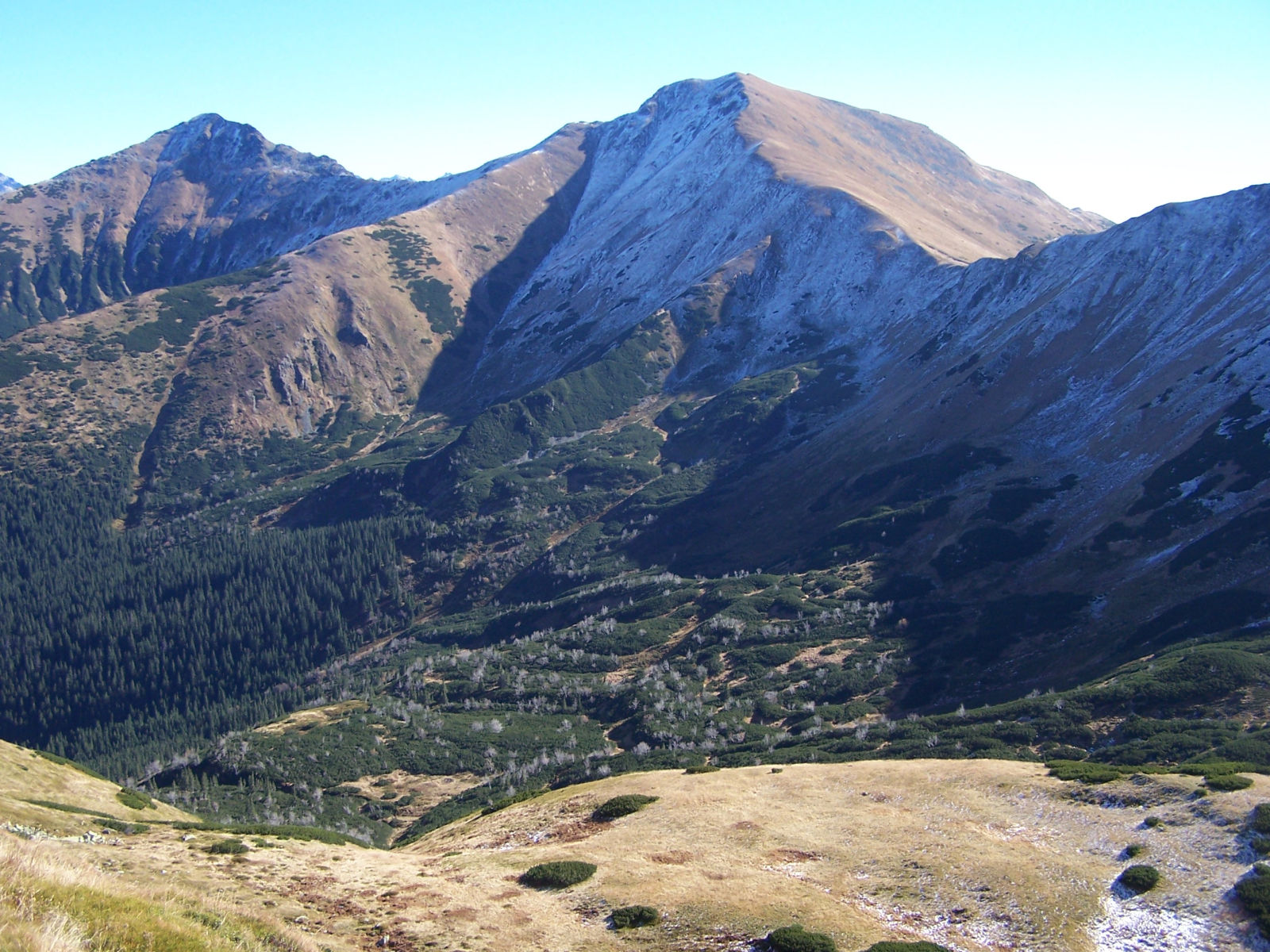
Granica między piętrem kosówki i alpejskim na Błyszczu i Kamienistej

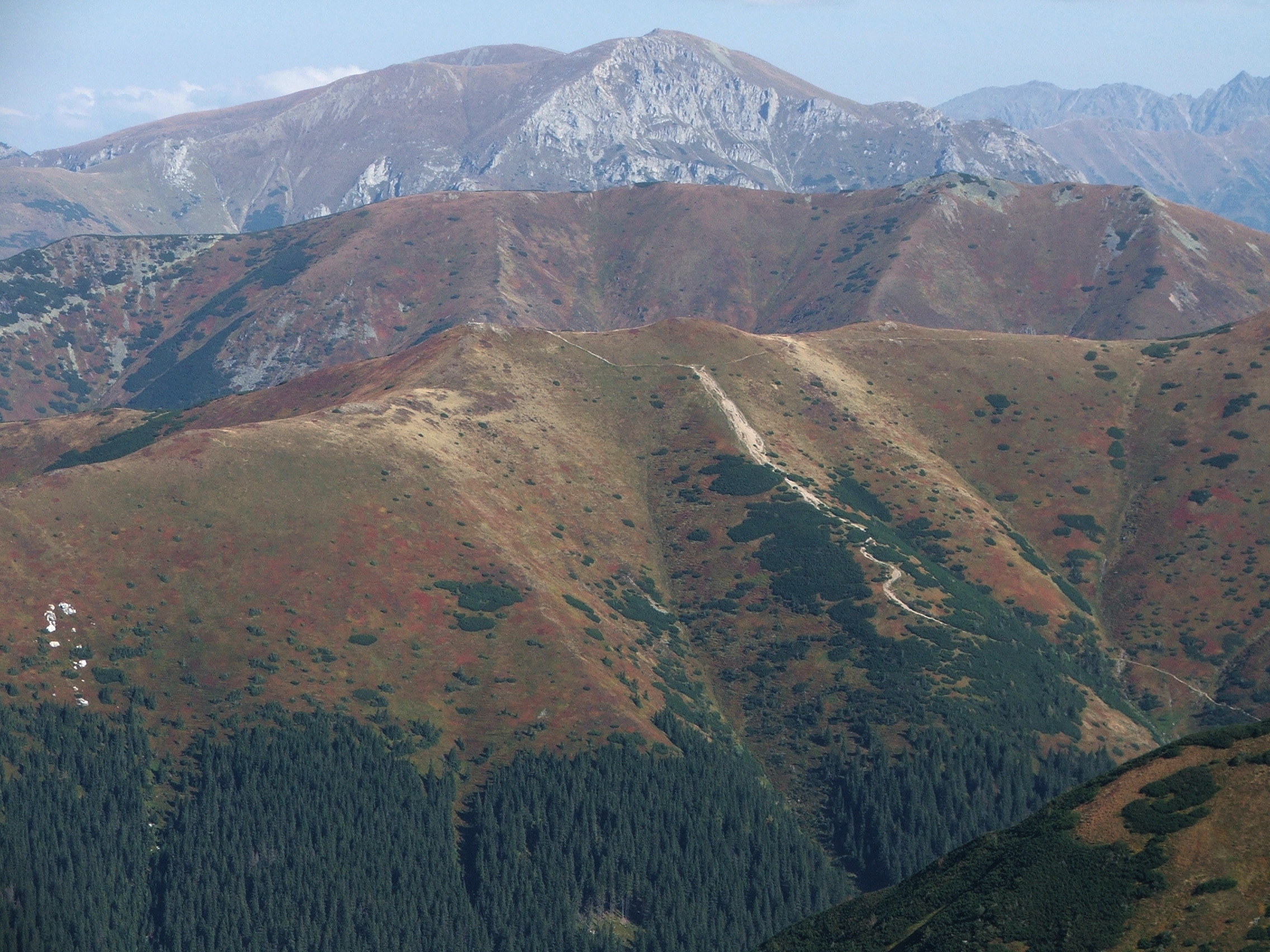
Piętro alpejskie w Tatrach Zachodnich

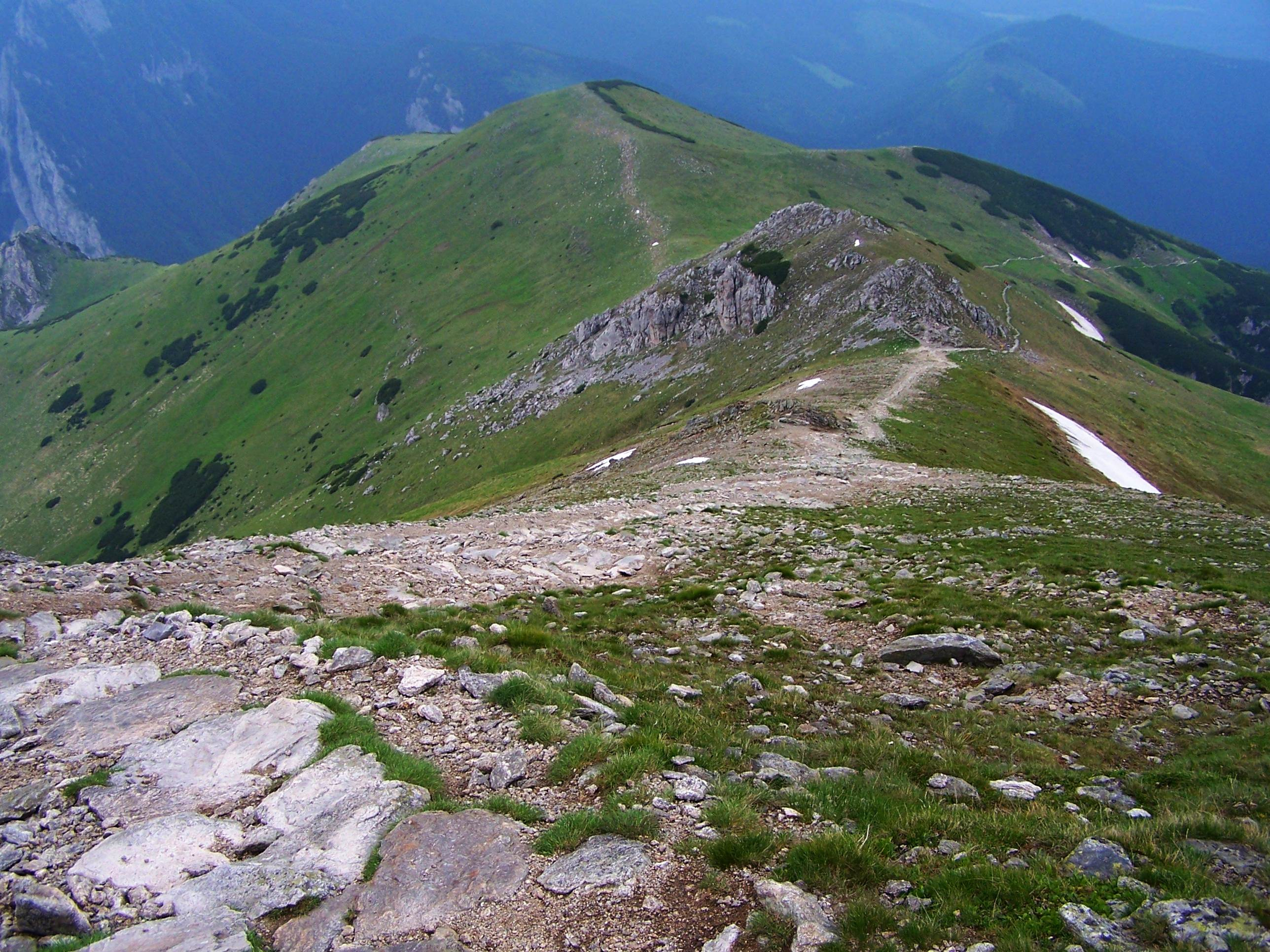
Wysokogórskie hale na Ciemniaku w Tatrach

Piętro halne, zwane też piętrem alpejskim – obszar występowania łąk wysokogórskich zwanych halami. Panuje tu klimat umiarkowanie zimny. Poniżej znajduje się piętro kosówki, a powyżej piętro turni. W Polsce piętro alpejskie występuje tylko w Tatrach, Karkonoszach oraz Beskidzie Żywieckim. W Tatrach położone jest mniej więcej pomiędzy 1800 m n.p.m., a 2300 m n.p.m., a w Beskidzie Żywieckim i Karkonoszach znajduje się niżej – w Beskidzie Żywieckim na wysokości 1650–1725 m n.p.m. i obejmuje tylko wierzchołek Babiej Góry (Diablak), a w Karkonoszach na wysokości 1450–1603 m n.p.m. i obejmuje głównie szczyty Śnieżki i Wielkiego Szyszaka.
Najpełniej rozwinięte jest piętro alpejskie w Tatrach. Nie wszędzie znajduje się ono na tej samej wysokości, duże znaczenie mają lokalne warunki. I tak np. po północnej stronie Świnicy czy Giewontu położone jest ono dużo niżej, do czego przyczynia się silne zacieniające działanie tych potężnych masywów górskich.

## Cechy charakterystyczne piętra alpejskiego
- zespół grzbietów i stoków w Tatrach Zachodnich i zespół cyrków glacjalnych w Tatrach Wysokich
- wierzchowiny przechodzą w stoki skalne lub skalno-pokrywowe (Tatry Zachodnie)
- stoki i ściany skalne zakończone piargiem (Tatry Wysokie)
- dno dolin pokryte morenami lub materiałem koluwialnym (materiał z obrywów skalnych i zsuwisk)
- średnie temperatury od 0 do -2 stopni Celsjusza
- około 250 dni pokrywy śnieżnej w roku
- wody spływają powierzchniowo i głębinowo
- procesy odpadania, zsuwania, obrywy skalne
- transport w lawinach śnieżnych

## Roślinność piętra alpejskiego
Zdominowana jest przez niskie murawy tworzące tzw. hale. Inny jest skład gatunkowy tych muraw na podłożu granitowym, a zupełnie inny na wapiennym. Na podłożu granitowym murawę tworzą głównie sit skucina, boimka dwurzędowa, kostrzewa niska, mietlica skalna. Już w drugiej połowie lata kępy situ skuciny czerwienieją, nadając grzbietom czerwonawe zabarwienie (od tego właśnie pochodzi nazwa Czerwonych Wierchów). Na podłożu wapiennym zaś dominuje sesleria tatrzańska i kostrzewa pstra. 
Na obydwu podłożach występuje żyworodna forma wiechliny alpejskiej i bliźniczki psiej trawki. Miejscami występują kępki wrońca widlastego, płożą się niskie krzewy jałowca pospolitego w odmianie halnej (dawn. Juniperus nana Willd.) oraz krzewinki borówek. Występują tutaj wszystkie 3 krajowe ich gatunki, na halach Tatr Zachodnich tworzą one całe łany, które jesienią przebarwiają się na intensywnie czerwony kolor zdobiąc stoki. Wśród niskich traw kwitną: dzwonek alpejski, dębik ośmiopłatkowy, liczne gatunki goryczek, omieg kozłowiec, driakiew lśniąca, sasanka alpejska, zerwa kulista, skalnica tatrzańska, niezapominajka alpejska, lepnica bezłodygowa, pierwiosnek maleńki i liczne inne gatunki. Wśród nich płożą się gdzieniegdzie najmniejsze krajowe gatunki wierzb: wierzba żyłkowana i alpejska i wyrastają wysokie kępy ciemiężycy zielonej i fioletowo kwitnącego tojadu mocnego. Na podłożu wapiennym roślinność jest znacznie bardziej urozmaicona gatunkowo i rośnie tu wiele interesujących i rzadkich roślin. Z uwagi na bardzo krótki okres wegetacyjny i brak czasu na wytworzenie nasion tylko 2% flory to rośliny jednoroczne.

## Zwierzęta piętra alpejskiego
Z ptaków spotkać tu można takie rzadkie gatunki, jak pomurnik, płochacz halny, siwerniak. Piętro alpejskie to również królestwo kozicy i świstaka, przychodzi tu żerować niedźwiedź brunatny. Dawniej cały obszar piętra alpejskiego, gdzie tylko dały radę wspiąć się owce był wypasany. Na tej wysokości przyrost trawy jest niewielki, wartość użytkowa hal znikoma, nadmierny zaś wypas powodował erozję stromych górskich stoków i niszczenie cennej roślinności tatrzańskiej. Juhasi tępili kozice i świstaki. Obecnie już nigdzie w Tatrach nie prowadzi się wypasu w rejonie piętra alpejskiego.